# Гамильтон (округ, Иллинойс)
Га́мильтон (англ. Hamilton County) — округ в штате Иллинойс, США. По данным переписи 2010 года численность населения округа составила 8457 чел., по сравнению с переписью 2000 года оно уменьшилось на 1,9 %. Окружной центр округа Гамильтон — город Мак-Лейнсборо.

## История
Округ Гамильтон сформирован в 1821 году из округа Уайт. Название получил в честь Александра Гамильтона, героя войны за независимость и первого министра финансов США.

## География
Общая площадь округа — 1128,9 км² (435,89 миль²), из которых 1125,8 км² (434,66 миль²), или 99,72 % суши и 3,2 км² (1,23 миль²), или 0,28 % водной поверхности.

### Климат
Округ находится в зоне влажного континентального климата. Температура варьируется в среднем от минимальных -7 °C в январе до максимальных 32 °C в июле. Рекордно низкая температура была зафиксирована в январе 1930 года и составила -31 °C, а рекордно высокая температура была зарегистрирована в июле 1936 года и составила 45 °C. Среднемесячное количество осадков — от 70 мм в феврале до 119 мм в мае.

### Соседние округа
Округ Гамильтон граничит с округами:
- Уэйн — на севере
- Уайт — на востоке
- Галлатин — на юго-востоке
- Салин — на юге
- Франклин — на западе
- Джефферсон — на северо-западе

### Основные автомагистрали
| Автомагистраль      | Длина    | Начальный пункт | Конечный пункт       | Год образования |
| ------------------- | -------- | --------------- | -------------------- | --------------- |
| Трасса Illinois-14  | 122,7 км | Дю-Квойн        | Нью-Хармони, Индиана | 1918            |
| Трасса Illinois-142 | 88,61 км | Эквалити        | Маунт-Вернон         | 1926            |
| Трасса Illinois-242 | 30,05 км | Мак-Лейнсборо   | Уэйн                 | 1977            |

## Населённые пункты
| Населённый пункт | Статус         | Год основания | Площадь  | Население (2010) |
| ---------------- | -------------- | ------------- | -------- | ---------------- |
| Бель-Прейри-Сити | город          |               | 1 км²    | 54 чел.          |
| Бротон           | деревня        | 1720-е        | 4,9 км²  | 194 чел.         |
| Далгрен          | деревня        | 1872          | 2,6 км²  | 525 чел.         |
| Македония        | деревня        |               | 0,78 км² | 63 чел.          |
| Мак-Лейнсборо    | окружной центр |               | 6 км²    | 2883 чел.        |

## Демография
По данным переписи населения 2000 года, численность населения в округе составила 8457 человек, насчитывалось 3462 домовладения и 2437 семей. Средняя плотность населения была 8 чел./км².
Распределение населения по расовому признаку:
- белые — 98,25 %
  - немецкого происхождения — 22,8 %
  - английского происхождения — 14,2 %
  - ирландского происхождения — 9,1 %
- афроамериканцы — 0,67 %
- коренные американцы — 0,26 %
- азиаты — 0,13 %
- латиноамериканцы — 0,64 % и др.

Из 3462 домовладений в 30 % имели детей в возрасте до 18 лет, проживающих вместе с родителями, 59 % семей — супружеские пары, живущие вместе, 7,9 % — матери-одиночки, а 29,6 % не имели семьи. 27,3 % всех домовладений состояли из отдельных лиц и в 15,8 % из них проживали одинокие люди в возрасте 65 лет и старше. Средний размер домохозяйства 2,43 человека, а средний размер семьи — 2,95.
Распределение населения по возрасту:
- до 18 лет — 24,0 %
- от 18 до 24 лет — 7,9 %
- от 25 до 44 лет — 24,7 %
- от 45 до 64 лет — 24,2 %
- от 65 лет — 19,2 %

Средний возраст составил 41 год. На каждые 100 женщин приходилось 93,3 мужчин. На каждые 100 женщин возрастом 18 лет и старше приходились 91 мужчина.
Средний доход на домовладение — $ 30 496, а средний доход на семью — $ 37 651. Мужчины имеют средний доход от $ 31 864 против $ 17 977 у женщин. Доход на душу населения в округе — $ 16 262. Около 8,5 % семей и 12,9 % населения находились ниже черты бедности, в том числе 19,9 % из них моложе 18 лет и 9,4 % в возрасте 65 лет и старше.